# Jesús ben Sirá
Ben Sirá, Ben Sirac (hebreo: בן סירא: בן סירא), también conocido como Shimon ben Yeshua ben Eliezer ben Sira; Jesús Ben Sirac; Jesús, hijo de Sirac; o Sirácides (c. siglo II a. C.), era un escriba judío helenístico, sabio y alegorista de Jerusalén. Es el autor del Libro de Sirácida o Eclesiástico, también conocido como Libro de la Sabiduría de Jesús Ben Sirá.
Escribió su trabajo en hebreo, posiblemente en Alejandría de Egipto, c. 180–175 a. C., en donde estableció una escuela de sabiduría.
Algunos comentaristas afirman que Ben Sirá era un contemporáneo de Simón el Justo (Shim’on HaTzadik), a pesar de que es más probable que su contemporáneo haya sido el sumo sacerdote Simón II (219–199 a. C.).
Un texto medieval, el Alfabeto de Sirac, ha sido atribuido a Ben Sirá.

## Nombre
En el texto griego del Libro de Sirac, el padre del autor es llamado «Jesús, el hijo de Sirac/Sirá de Jerusalén». Jesús es la traducción del nombre griego Ἰησοῦς (Iesous), el equivalente de «Yeshúa», nombre arameo prestado del hebreo bíblico tardío, derivado del hebreo masorético.
La copia poseída por Saadia Gaon, el prominente rabino, filósofo, y exégeta judío del siglo X d. C., contiene la lectura «Shim’on, hijo de Yeshúa, hijo de El’azar (Eleazar) ben Sirá»; y una lectura similar se halla en el manuscrito hebreo B.[cita requerida]
Sirach es la forma griega del nombre familiar Sirá o Sirac. Añade la letra Chi, una adición como en Hakel-dama-ch de Hechos 1:19.

## Vida
Según la versión griega, y no según la siríaca, el autor viajó extensamente y frecuentemente anduvo en peligro de muerte. En el himno de capítulo 51, Ben Sirá habla de los peligros de todo tipo de los cuales Dios le había liberado, a pesar de que esto es probablemente sólo un tema poético imitando a los Salmos. Las calumnias a las que estuvo expuesto en presencia de un cierto rey, supuestamente uno de la dinastía tolemaica, está mencionado sólo en la versión griega, siendo ignorado tanto en el manuscrito siríaco como en el texto hebreo original. El único hecho conocido con certeza, extraído del texto en sí, es que Ben Sirá era un erudito y escriba completamente versado en la Ley, y especialmente en los «Libros de la Sabiduría».

## Nieto
Muy poco se sabe sobre su nieto, quien afirma en el prólogo ser el traductor del texto original hebreo al idioma griego. Probablemente hizo la traducción muchos años más tarde después de que el original fue redactado.
El Prólogo en el texto griego, atribuido a él, es generalmente considerado el testigo más postrero de un canon de los libros de los profetas.
El nieto declara que fue a Egipto en el trigésimo octavo año del reinado de Tolomeo VIII Evergetes, ascendido al trono en el 170 a. C. junto con su hermano Filométor, y que pronto se convirtió en el único gobernante de Cirene, ya que del 146 al 117 a. C. dominó a todo Egipto. Tolomeo VIII Evergetes fechó su reinado desde el año en que recibió la corona (es decir, desde el 170 a. C.). El traductor, por lo tanto, debió haber ido a Egipto en el 132 a. C.